# Claude Meillassoux
Claude Meillassoux (n. 26 de diciembre de 1925 - f. 2 de enero de 2005) fue un antropólogo francés. 

## Primeras obras
Se destacó con su ensayo en los Cahiers d’Études africaines (4:38-67), sobre la interpretación del fenómeno económico en las sociedades de autosubsistencia (1960). Desató gran polémica la publicación de su Antropología Económica de los Gouro de Costa de Marfil (1964), donde estudió las tensiones internas de las sociedades primitivas, entre hombres y mujeres, entre mayores y jóvenes. Eran relaciones de soberanía y explotación, tensiones y conflictos, que muchos consideraban características exclusivas de las sociedades complejas. 

## Parentesco
No fueron menos vivas las polémicas cuando años más tarde Meillassoux criticó el concepto de consanguinidad, y el prejuicio naturalista que introduce a su modo de ver en las investigaciones sobre el parentesco. Según él, la referencia a un substrato biológico en cuanto al parentesco, no era ni universal ni constitutiva, y en presencia de un sistema de parentesco determinado, convenía definir los asuntos económicos, sociales, políticos y culturales específicos que formaban su sustancia, antes de inyectar consideraciones genealógicas generalmente extrañas a los datos suministrados en el terreno.
Consideró, como resultado de sus investigaciones, que la prohibición del incesto, lejos de estar inscrita en la naturaleza es la transformación de las prohibiciones sociales endogámicas en prohibiciones sexuales morales, cuando el control matrimonal se convierte en elemento del poder político:
"El incesto es una noción moral producida por una ideología ligada a la constitución del poder en las sociedades domésticas como uno de los medios de dominio de los mecanismos de la reproducción, y no una proscripción innata que sería, en la ocurrencia, la única de su especie: lo que es presentado como pecado contra la naturaleza es en realidad un pecado contra la autoridad"".

## Modo de producción doméstico y capitalismo
Mujeres, graneros y capitales (1975. siglo XXI, ISBN 968-23-0356-7), tal vez su obra más conocida, es un análisis profundo de la producción y reproducción en las sociedades de autosubsistencia, que a la vez que propone el concepto de modo de producción doméstico, critica al estructuralismo y estudia las relaciones, contradicciones y perspectivas de la persistencia de las relaciones domésticas en el imperialismo (la fase superior del capitalismo) y las unidades domésticas como lugar de reproducción de la fuerza de trabajo.

## Esclavitud
En Antropología de la esclavitud (1986, siglo XXI, ISBN 968-23-1605-7), analizó el conjunto del espacio económico esclavista que da forma al estado de esclavo, y las formas políticas y económicas que asume la esclavitud en los dos tipos de sociedad donde esta operó: las aristocracias militares y las sociedades de mercado.

## Valoración
Ningún terreno, ningún tema le era extraños. Trabajó en Costa de Marfil y Malí, y también se interesó, y muy de cerca, en los Pigmeos, en la situación de Sudáfrica, en las castas de la India (1973), los Inuit, o la dignidad del Inka y sus relaciones matrimoniales (2001). Reflexionó sobre la economía, parentesco, política, historia y también, sobre las representaciones. Sabía que las sociedades humanas son unidades, que el ser humano no se divide, y concebía su investigación en consecuencia. El pensamiento de Claude Meillassoux, era también un pensamiento libre, que no se inclinaba ante ninguna autoridad.

### Referencia
- Claude Meillassoux, por Emmanuel Teray (en francés)

- Datos: Q2299790